# Алабин, Виктор Григорьевич
Виктор Григорьевич Алабин (укр. Віктор Григорович Алабін; 27 февраля 1927, Хабаровск — 16 октября 1998, Харьков) — советский спортсмен, тренер и педагог; кандидат педагогических наук (1967), доктор педагогических наук (1994), профессор (1985), Заслуженный тренер Белорусской ССР (1971), судья всесоюзной категории по лёгкой атлетике (1966).
Автор более 100 научных публикаций и 12 монографий. Специалист в области методики тренировки легкоатлетов, разработал оригинальную систему спортивных тренажеров.

## Биография
Родился 27 февраля 1927 года в Хабаровске.
Был участником Великой Отечественной войны. До и после войны занимался спортом — не раз выигрывал в барьерном беге чемпионаты Москвы и СССР, участвовал в международных соревнованиях. В 1949 году окончил Государственный центральный институт физической культуры (ныне Российский государственный университет физической культуры, спорта, молодёжи и туризма) и был направлен на работу в Благовещенск. Здесь работал директором спортивной школы молодёжи (1949—1950) и заведовал кафедрой физического воспитания Благовещенского сельскохозяйственного института (1950—1953). Затем работал преподавателем физической культуры в Челябинском политехническом институте (ныне Южно-Уральский государственный университет, 1955—1961 и 1963—1966), Волгоградском институте физической культуры (1961—1963) и Минском радиотехническом институте (1966—1969 и 1972—1978); заведовал кафедрой физического воспитания и спорта в Минском педагогическом институте (1978—1980) и кафедрой лёгкой атлетики в Белорусском институте физической культуры (1969—1972 и 1983—1989).
С 1989 года Виктор Григорьевич Алабин жил в Харькове. С этого же года работал в Харьковском институте физической культуры (ныне Харьковская государственная академия физической культуры): сначала проректором по научной работе и профессором кафедры лёгкой атлетики, а затем — заведующим кафедры олимпийского и профессионального спорта (с 1995 года).
Во время Олимпийских игр 1980 года в Москве, Алабин был руководителем службы информации. Кроме этого выступал в качестве диктора различных спортивных соревнований по лёгкой атлетике разного уровня — европейских, мировых, олимпийских.
Наряду с научной, вёл тренерскую работу. Его ученики завоевали 19 золотых медалей на чемпионатах СССР и 105 (из них 73 золотые) — на международных соревнованиях. В числе его воспитанников — Б. Грецев, А. Жидких, В. Носенко, B. Попкова и другие спортсмены.
Умер 16 октября 1998 года в Харькове (по другим данным — 20 марта этого же года в Минске).